# Parablennius marmoreus
Parablennius marmoreus es una especie de pez de la familia Blenniidae en el orden de los Perciformes.

## Morfología
• Los machos pueden llegar alcanzar los 8,5 cm de longitud total.

## Distribución geográfica
Se encuentra desde Nueva York, Bermuda, las Bahamas y el norte del Golfo de México hasta el norte de Sudamérica.